# 蕁麻蚜
蕁麻蚜（学名：Myzus dycei）为常蚜科瘤蚜屬下的一个种。